# Guillermo Smitarello Pedernera
Guillermo Smitarello Pedernera más conocido como Smitarello (Torrevieja (Alicante) España 7 de enero de 1993) es un futbolista que juega como centrocampista defensivo o defensa central, actualmente en el FK Utenis Utena de la A Lyga lituana.

## Historia
Smitarello es español, pero sus padres son argentinos. Se formó en el Hércules CF desde el 2003, pero del 2008 al 2010 jugó en el Kelme CF y luego se volvió al Hércules CF otras dos temporadas, hasta que empezó a jugar al fútbol profesional. El 14 de octubre de 2012 debutó contra el CE Sabadell en la Segunda División.
En 2020 realiza un cambio profesional volcandose al mundo gastronómico. Actualmente regenta un restaurante reputado en la ciudad costera alicantina de Torrevieja.

## Clubes
| Club                   | País     | Temporada | Categoría          |
| ---------------------- | -------- | --------- | ------------------ |
| Hércules CF "B"        | España   | 2011-2012 | Preferente Aut.    |
| Hércules CF            | España   | 2012-2013 | Segunda División   |
| RC Recreativo "B"      | España   | 2013      | Tercera División   |
| Real Murcia Imperial   | España   | 2013-2015 | Tercera División   |
| AD Alcorcón "B"        | España   | 2015-2017 | Tercera División   |
| Club Deportivo Eldense | España   | 2017      | Segunda División B |
| FK Utenis Utena        | Lituania | 2017      | A Lyga             |